# 警視隊

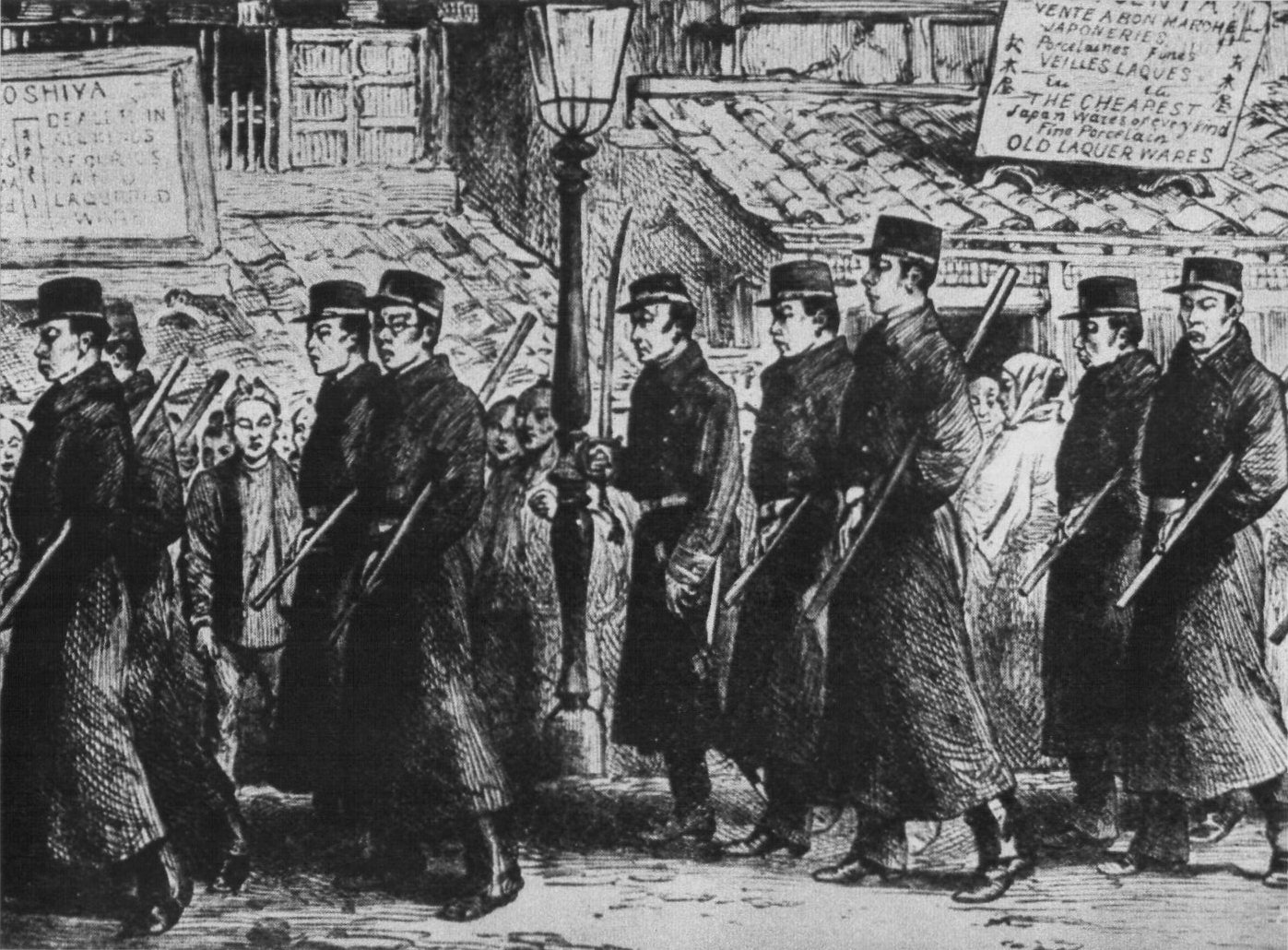
ロンドンニュース1877年10月13日号に掲載された警視隊の挿絵

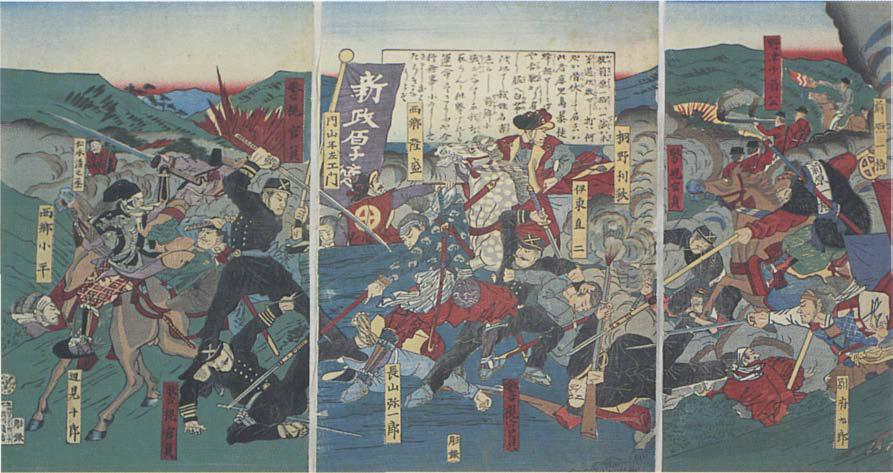
警視隊を描いた浮世絵

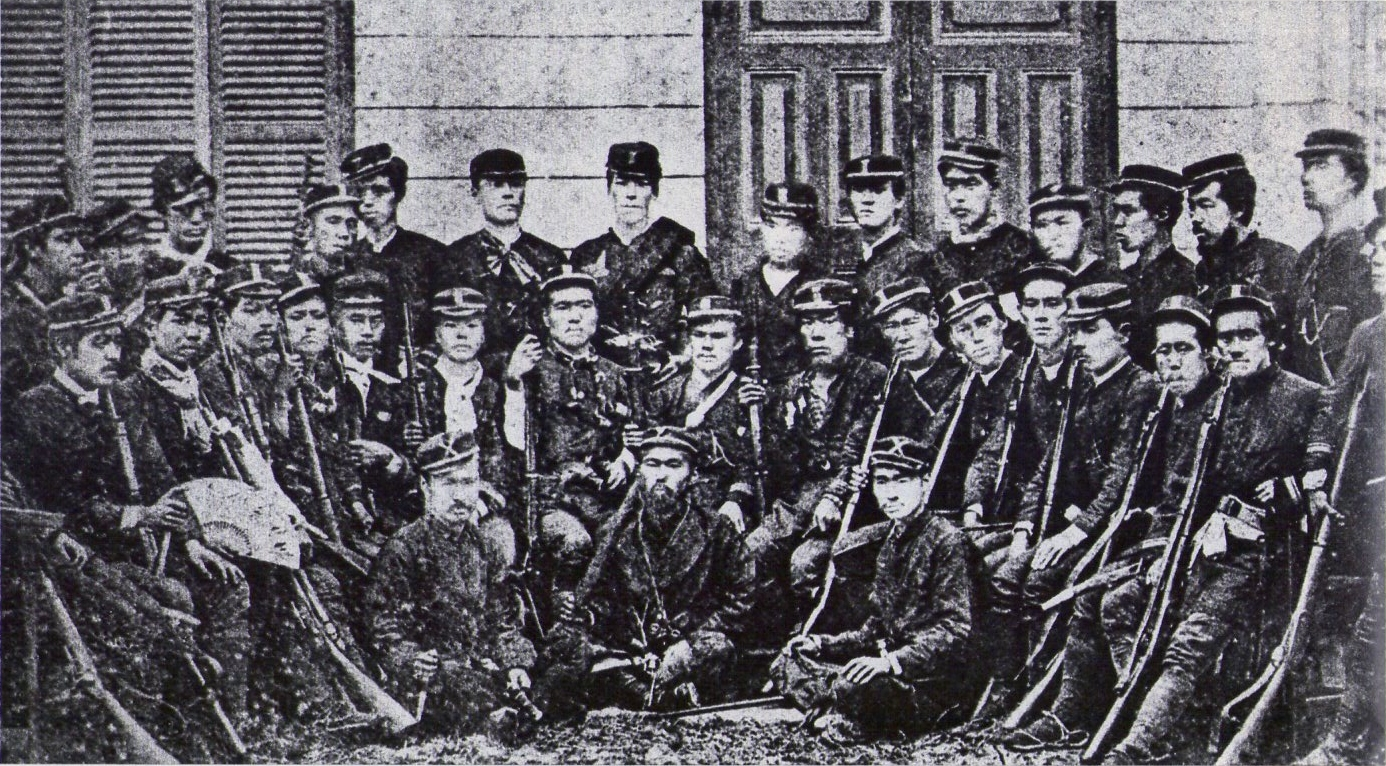
横浜港に凱旋した警視隊の写真

警視隊（けいしたい、旧字体：警視󠄁隊󠄁）は、1877年（明治10年）に起きた西南戦争の際に、東京警視本署（東京警視庁→東京警視本署→警視庁）が編成した部隊。大日本帝国陸軍の後方支援及び戦闘に参加した。約9500名。

## 編成
西南戦争が起きた1877年（明治10年）2月、綿貫吉直少警視が指揮する600名の警察官が九州地方へ派遣され、次いで重信常憲少警視を長とする900名が福岡、佐賀へ、上田良貞大警部、園田安賢中警部を長とする200名が福岡へ増派された。
それとともに国内治安を確保するため、東北地方等から5200名の巡査を徴募して東京の警備に当たらせ、さらに巡査4000名を徴募して大阪に900名、京都に300名、神戸に1800名、九州地方に5900名を増派した。これら総員9500名の部隊が警視隊である。警視隊をもって別働第三旅団が編成され、川路利良大警視が陸軍少将を兼任して旅団長（司令長官）を務めた。川路は同年6月に司令長官を辞任し、別働第三旅団は大山巌陸軍少将（後の第2代大警視）が指揮する新撰旅団に再編成された。

## 戦果
警視隊の本来の役割は占領地の治安維持、軍隊内犯罪の取り締まりなど陸軍の後方支援を行うことであったが、戦闘にも参加して戦力を補った。士族（旧武士）が中心の部隊であったことから、徴兵された農民中心の鎮台兵以上に奮戦したという。西郷軍は「赤い帽子（近衛兵）に銀筋（警視隊）なくば、花のお江戸へおどり込む」と嘆いたといわれる。
先込め式の一つ弾の銃を渡されたが、一発発射すると熱が冷めるまで待ち、再び先端から火薬を詰めて撃つという頼りにならないものであったため、各自は主として日本刀を武器として戦ったという。田原坂の戦いでは警視隊から剣術に秀でた者が選抜され抜刀隊が編成された。
戦死、戦病死者は878名。東京招魂社（現靖国神社）に祀られた。1879年（明治12年）には東京警視本署が青山霊園の一画（1180坪）を確保して戦死者70柱を埋葬した。また、大分縣護國神社に佐川官兵衛一等大警部ら103柱が埋葬された。